# Tarot (album)
Tarot je šesté album od španělské heavy metalové kapely s prvky neo-classical metalu, power metalu, progressive metalu, symphonic metalu Dark Moor.

## Seznam skladeb
1. "The Magician" - 1:29
2. "The Chariot" - 4:20
3. "The Star" - 4:25
4. "Wheel of Fortune" - 3:55
5. "The Emperor" - 4:07
6. "Devil in the Tower" - 7:49
7. "Death" - 4:58
8. "Lovers" - 4:04
9. "The Hanged Man" - 5:27
10. "The Moon" - 11:28
11. "The Fool" [bonus] - 4:12
12. "Mozart's March" [bonus]